# Jaguar Wright
Jacquelyn Suzette Wright-Johnson (New Jersey, 17 de maio de 1977) é uma cantora americana. Ela lançou cinco álbuns e faz parte do coletivo Okayplayer, uma comunidade criada em 1987. Wright se apresentou e colaborou com artistas de rap famosos como The Roots, Jay-Z e Blackalicious. Ela nasceu e foi criada em Nova Jerséi, mas se mudou para Filadélfia por volta dos 12 anos de idade.

## Carreira
Wright chamou a atenção do grupo de hip-hop The Roots em 1998, o que acabou a levando a sair em turnê com eles. Em 2001, ela apareceu no MTV Unplugged como cantora de apoio de Jay-Z, e foi destaque em um anúncio da campanha "Nu Soul" da Coca-Cola. Até 2005, ela lança dois álbuns solo: Denials Delusions and Decisions (2002) e Divorcing Neo 2 Marry Soul (2005). Wright chegou a gravar um terceiro intitulado "...And Your Point Is?", que seria lançado em 2003 pela gravadora MCA Records (a mesma do seu álbum de estreia), mas ela foi fechada e absorvida pela Geffen Records antes do lançamento. Muitas das faixas gravadas para esse álbum ressurgem mais tarde em Divorcing Neo 2 Marry Soul, que estreou em 62º na parada Top R&B/Hip-Hop Albums em julho de 2005.
Em março de 2008, ela viaja pela Europa com os artistas Bahamadia e Hezekiah na turnê "Philly Sounds". Wright não teve nenhuma performance nova, mas fez covers ao vivo de "Saturday Love", de Cherrelle, e "Gypsy Woman (She's Homeless)" , de Crystal Waters . Durante a turnê, entretanto, Wright anunciou que estava escrevendo um romance e trabalhando em um novo álbum, mas não deu detalhes do projeto. Em fevereiro de 2010, a revista Vibe relatou que seu terceiro álbum, intitulado 3D, seria lançado no verão e era o resultado do que ela havia planejado como um EP de cinco faixas. O single principal, "Beautiful", foi lançado no segundo semestre de 2009.
Em 2019, Wright lançou um novo o EP de 5 músicas intitulado "Lost" no Bandcamp . Em 2020, Wright foi notícia nas redes sociais com questões relacionadas a trajetória da sua carreira, sua desavença com membros do The Roots e suas queixas em relação a artistas como Jill Scott, Erykah Badu e Mary J. Blige, assim como uma alegação de que seu ex-namorado Common a agrediu sexualmente após um show, em meados dos anos 2000.

## Discografia

### Álbuns de estúdio
| Título                          | Detalhes do álbum | Posições de pico | Posições de pico | Posições de pico |
| Título                          | Detalhes do álbum | EUA              | EUA R&B /HH      | EUA Indie        |
| ------------------------------- | --- | ---------------- | ---------------- | ---------------- |
| Denials Delusions and Decisions | - Lançado: 29 de janeiro de 2002 - Gravadora: MCA Records (#MCAF-25571-2)(#088 112 683-1) - Formatos: CD, vinil, download digital                  | 56               | 16               | —                |
| Divorcing Neo 2 Marry Soul      | - Lançado: 12 de julho de 2005 - Gravadoras: Rykodisc (#RCD 17312), Artemis Records (#ATM-CD-51611), Song Records - Formatos: CD, download digital | —                | 53               | 35               |

### Álbuns não lançados
| Título                | Detalhes do álbum                                    |
| --------------------- | ---------------------------------------------------- |
| ...And Your Point Is? | - Lançamento previsto: 2003 - Gravadora: MCA Records |

### Singlescomo artista principal
| Título                                                         | Ano  | Melhor posição no gráfico | Álbum                                 |
| Título                                                         | Ano  | EUA Adulto R&B            | Álbum                                 |
| -------------------------------------------------------------- | ---- | ------------------------- | ------------------------------------- |
| "Ain't Nobody Playin' " (com a participação de Black Thought ) | 2001 | —                         | Denials Delusions and Decisions       |
| "I Can't Wait" (com participação de Bilal )                    | 2001 | —                         | Denials Delusions and Decisions       |
| "The What If's"                                                | 2002 | 24                        | Denials Delusions and Decisions       |
| "Free"                                                         | 2005 | —                         | Divorcing Neo 2 Marry Soul            |
| "Beatiful"                                                     | 2011 | —                         | Singles não incluídos em nenhum álbum |
| "Switch (Make Change)"                                         | 2011 | —                         | Singles não incluídos em nenhum álbum |
| "YDKM" (Rokbottom, Tone Trump, Jaguar Wright e JJ Demon)       | 2012 | —                         | Singles não incluídos em nenhum álbum |
| "My Choice (It's You)"                                         | 2014 | —                         | Singles não incluídos em nenhum álbum |

### Singlescomo artista convidada
| Título                                                    | Ano  | Melhores posições no gráfico | Melhores posições no gráfico | Melhores posições no gráfico | Álbum                           |
| Título                                                    | Ano  | EUA R&B /HH                  | EUA R&B adulto               | EUA Rap                      | Álbum                           |
| --------------------------------------------------------- | ---- | ---------------------------- | ---------------------------- | ---------------------------- | ------------------------------- |
| "What You Want" (The Roots com Jaguar Wright)             | 1999 | 82                           | 24                           | 32                           | Denials Delusions and Decisions |
| "Do You Know" (Mike Watts com Jaguar Wright)              | 2002 | —                            | —                            | —                            | Vol. 1                          |
| "Ghetto Love Story" (Deucez Wyled com Jaguar Wright)      | 2016 | —                            | —                            | —                            | Singles sem álbum               |
| "All In My Head" (The Boom Room Church com Jaguar Wright) | 2016 | —                            | —                            | —                            | Singles sem álbum               |